# جيمس أندرسون
جيمس أندرسون (بالإنجليزية: James Anderson)‏ (رتبته عند الماسونية: ميسون) من مواليد عام 1679 وتوفي عام 1739، هو كاهن في الكنيسة المشيخية الاسكتلندية في لندن، ومؤلف أول دستور في لودج الكبير الأول من إنكلترا. وكاتب أول دستور الماسونية.

## المولد
ولد «جيمس أندرسون» في أبردين في اسكتلندا وتلقى تعليمه فيها. في عام 1707 تعمد اندرسون في الكنيسة ليصبح كاهنا. وبعد انتقاله إلى لندن بدأ بالتبشير في عام 1720 في شارع البيت الزجاجي في لندن، ثم أصبح قسيس عام 1734 على الكنيسة المشيخية في شارع السنونو في لندن،
وبعدها إلى كنيسة في شارع ليسلي حتى وفاته.

## كشف علاقته بالماسونية
في 1720 خسر أندرسون مبالغ كبيرة من المال بسبب الدمار الذي حل بشركته (South Sea Company). وعلى اثر هذا الحادث بدأت الصحافة متابعة أخباره لتكشف عنه وعن عضويته في الماسونية.

### جيمس اندرسون والماسونية
في سبتمبر 1721 بدأ اندرسون بكتابة أوّل دستور للماسونية بالإضافة إلى كتابة تاريخ الماسونية. وقد طبعت ونشرت مؤلفاته هذه بعد ذلك في عام 1723 بعنوان «دستور الماسونية».
اختار أندرسون عنوان الوثيقة «دساتير الماسونية» لتطبع بالقلم العريض على الصفحة الأولى، Constitutions of the Free-Masons وكانت أول وثيقة دستور تصف المبادئ التي تنظم ممارسة المحافل الماسونية. قام بنجامين فرانكلين في عام 1734 في فيلادلفيا، بتحرير نسخة
دستور الماسونية وإعادة طبعه. وكان هذا الكتاب أول كتاب للماسونية تم طبعه في أميركا.
وفي عام 1738 نشرت الطبعة الثانية من هذا الكتاب في لندن، وترجم إلى لغات مختلفة،
بما في ذلك الدنماركية (1736) والألمانية (1741) والفرنسية (1745).

## مؤلفاته
ومن الكتب الأخرى التي تم نشرها لأندرسون هي:
- سلاسل النسب الملكي (1732) Royal Genealogies
- الدفاع عن الماسونية (؟ 1738) A Defence of Masonry
- أخبار من الجنة (1739) News from Elysium
- علم تاريخ الأنساب (1742). A Genealogical History of the House of Yvery